# Latvijas kauss 2013-2014
La Coppa di Lettonia 2013-2014 (in lettone Latvijas kauss) è stata la 72ª edizione del torneo a eliminazione diretta. È iniziata il 12 giugno 2013 ed è terminata il 21 maggio 2014. Lo Jelgava ha vinto il trofeo per la quarta volta nella sua storia.

## Primo turno
Hanno partecipato a questo turno 16 squadre di 2. Līga.
| Squadra 1      | Risultato | Squadra 2   |
| -------------- | --------- | ----------- |
| 12 giugno 2013 |           |             |
| Olaine         | 4 – 0     | Rīga United |
| 14 giugno 2013 |           |             |
| Alberts FK     | 2 – 1     | Pļaviņas/DM |
| 15 giugno 2013 |           |             |
| Smiltene       | 1 – 3     | Preiļu      |
| Kalupe         | 0 – 2     | Upesciems   |
| 16 giugno 2013 |           |             |
| Ozolnieki      | 0 – 2     | Grobiņa     |
| 20 giugno 2013 |           |             |
| Dinamo Rīga    | 2 – 0     | Kuldīga     |
| 22 giugno 2013 |           |             |
| Carnikava      | 6 – 3     | Rita/Lerona |
| Marienburg     | 1 – 3     | Dobele      |

 Carnikava escluso dalla competizione; al suo posto viene riammessa la squadra  Rita/Lerona.

## Secondo turno
A questo turno hanno partecipato le 8 squadre vincitrici al primo turno, altre 5 squadre di 2. Līga, 9 squadre di 1. Līga e 9 della Virslīga.
| Squadra 1      | Risultato   | Squadra 2              |
| -------------- | ----------- | ---------------------- |
| 5 luglio 2013  |             |                        |
| Upesciems      | 0 – 4       | Daugava                |
| Balvu Vilki    | 0 – 3       | JDFS Alberts           |
| Rīnūži         | 1 – 6       | Jelgava                |
| 6 luglio 2013  |             |                        |
| DVSK Traktors  | 0 – 8       | Augšdaugavas NSS       |
| Grobiņa        | 0 – 8       | Daugava Rīga           |
| Auda Ķekava    | 0 – 2       | Valmiera               |
| Rēzeknes BJSS  | 0 – 1       | Jūrmala                |
| Olaine         | 0 – 1 (dts) | SFK-Varaviksne Liepāja |
| RFS Riga       | 1 – 0       | Metta/LU               |
| 7 luglio 2013  |             |                        |
| Gulbene        | 4 – 1       | Dinamo Rīga            |
| Dobele         | 0 – 3       | Spartaks Jūrmala       |
| BFC Daugavpils | 5 – 3       | Rita/Lerona            |
| Jēkabpils      | 0 – 1       | Tukums 2000            |
| Alberts FK     | 1 – 8       | Skonto                 |
| Saldus         | 0 – 6       | Ventspils              |
| 14 luglio 2013 |             |                        |
| Preiļu         | 2 – 11      | Metalurgs Liepāja      |

## Terzo turno
Hanno partecipato a questo turno le 16 squadre vincenti del secondo turno.
| Squadra 1              | Risultato   | Squadra 2         |
| ---------------------- | ----------- | ----------------- |
| 19 luglio 2013         |             |                   |
| Spartaks Jūrmala       | 2 – 4       | Metalurgs Liepāja |
| 20 luglio 2013         |             |                   |
| SFK-Varaviksne Liepāja | 2 – 3       | Gulbene           |
| Tukums 2000            | 0 – 5       | Jūrmala           |
| 21 luglio 2013         |             |                   |
| Jelgava                | 3 – 1       | Valmiera          |
| Skonto                 | 5 – 0       | RFS Riga          |
| Daugava Rīga           | 3 – 1 (dts) | BFC Daugavpils    |
| 6 settembre 2013       |             |                   |
| Augšdaugavas NSS       | 0 – 3       | Ventspils         |
| 7 settembre 2013       |             |                   |
| JDFS Alberts           | 0 – 4       | Daugava           |

## Quarti di finale
| Squadra 1     | Risultato | Squadra 2 |
| ------------- | --------- | --------- |
| 4 aprile 2014 |           |           |
| Daugava       | 2 – 1     | Ventspils |
| Liepāja       | 2 – 1     | Jūrmala   |
| 5 aprile 2014 |           |           |
| Gulbene       | 0 – 2     | Jelgava   |
| Daugava Rīga  | 1 – 2     | Skonto    |

## Semifinali
| Squadra 1      | Risultato   | Squadra 2 |
| -------------- | ----------- | --------- |
| 23 aprile 2014 |             |           |
| Jelgava        | 1 – 0 (dts) | Liepāja   |
| Skonto         | 4 – 0       | Daugava   |

## Finale
| Arbitro: | Vadims Direktorenko |

|                                             |                      |                                       |
| Redjko Gubins Malašenoks Ikstens Bogdaškins | Tiri di rigore 5 – 3 | Mingazow Gutkovskis O. Appiah Osipovs |